# Чистая культура
Чи́стая культу́ра (или аксеничная культура) — совокупность микроорганизмов одного вида, имеющих одинаковые морфологические и биохимические свойства и одинаковые свойства их культур.
Чистые культуры используются при:
- изучении систематики и изменчивости микроорганизмов;
- диагностике для идентификации возбудителей порчи пищевых продуктов;
- диагностике инфекционных болезней;
- в микробиологической промышленности в качестве исходного материала для получения ферментов, вакцин, антибиотиков, витаминов, стероидных гормонов и других продуктов;
- в пищевой промышленности: в виноделии, пивоварении, производстве молочнокислых продуктов и хлеба.

Для получения чистых культур дрожжей, микроскопических грибов и микроорганизмов используются:
- капельный метод Линднера (англ. Lindner's hanging drop);
- микроманипуляторный метод;
- выращивание из единственной колонии на агаре или желатине;
- метод влажной камеры Ганзена.